# Over Silent Paths
Over Silent Paths è un cortometraggio muto del 1910 diretto da David W. Griffith.

## Trama
Nel deserto californiano, la vita di fatica e di stenti di un cercatore d'oro e di sua figlia che lavorano duramente per raggranellare l'oro che donerà ai due un futuro più sicuro. Quando sembra venuto il momento di tornare alla civiltà per godere i frutti di quella estenuante fatica, un vagabondo deruba, uccidendolo, il povero cercatore.

## Produzione
Il film fu prodotto dalla Biograph Company. Fu girato in California, nella Missione di San Fernando Rey (Los Angeles).

## Distribuzione
Distribuito dalla Biograph Company, il film - un cortometraggio in una bobina - uscì nelle sale cinematografiche statunitensi il 16 maggio 1910.